# Verbascum kayseriense
Verbascum kayseriense är en flenörtsväxtart som beskrevs av Hub.-mor.. Verbascum kayseriense ingår i släktet kungsljus, och familjen flenörtsväxter. Inga underarter finns listade i Catalogue of Life.